# Koubri (Burkina Faso)
Ne doit pas être confondu avec Koumbri (Burkina Faso).
Koubri est une commune rurale et le chef-lieu du département de Koubri de la province du Kadiogo dans la région Centre au Burkina Faso. En 2006, cette localité comptait 8 060 habitants dont 50,5 % de femmes.

## Géographie
Le village se situe à 35 km au nord-ouest de la capitale burkinabée, Ouagadougou. Sur 1126 hectares, 380 sont consacrés à l'immobilier, 325 à l'agrobusiness, 250 aux monastères, 120 à l'agriculture familiale, et 56 aux individus, d'après le registre du suivi de l'organisation foncière de koubri de 2019.

## Histoire
L'Histoire de Koubri comme celle du Burkina Faso se caractérise par la métamorphose des terres collectives en propriétés foncières marchandes individuelles. L'industrie agroalimentaire est souvent considérée comme un moyen de moderniser et de développer le milieu rural. En 1963 sont installés deux monastères bénédictins à Tanvi-Nakamtenga, Koudri en subit l'influence. En 1990 a lieu le début de l'agrobusiness, qui cherche à s'intégrer au marché. Mais le changement de régime foncier rural provoque des conflits autour de la gestion et de l'exploitation des terres .

## Les monastères
Deux communautés bénédictines sont installées à Koubri : Saint-Benoît (moines) et Notre Dame de Protection (moniales), les moines et les moniales étant initialement européens, puis africains. Koubri fut choisi après plusieurs essais dans s'autres pays par l'abbaye de Valognes en France. Koubri se situait en effet dans la grande brousse avant d'être aménagé de façon plus moderne, et était donc propice à la vie contemplative. Le terrain fut attribué par le tengsoaba Naaba Boulga. Les évolutions du territoire sont telles que les monastères ne sont plus en état d'isolement .

## Économie
Dans les années 1960, la terre se cultivait collectivement, par un droit coutumier et des lignages autochtones, régulés par un tangsoaba (maître de la terre) : on refusait d'acheter ou de vendre la terre. On cédait des contreparties symboliques (par exemple, des animaux d'élevage comme des chèvres). L'activité économique des moniales consiste à fabriquer des yaourts, les moines pratiquent une agriculture moderne : attelage, semis en ligne, assolement triennal, engrais chimiques et organiques. L'activité économique des moines et des moniales assurent l'économie financière des monastères. Des grossistes de Ouagadougou se fournissent chez les moines. En 1972 est implantée la première ferme moderne du pays. Viennent y travailler des stagiaires maliens, togolais et ivoiriens. Les arbres fruitiers et les retenues d'eau permettent la sédentarisation des éleveurs Peuls.
Le prix des terres à l'hectare augmente de 20 % entre 2014 et 2019 .

## Santé et éducation
Les monastères financent des écoles, des centres d'alphabétisation, ainsi que des centres de santé .